# Rally de Zlín de 2017
El Rally de Zlín de 2017, oficialmente 47. Barum Czech Rally Zlín, fue la cuadragésimo séptima edición y la sexta ronda de la temporada 2017 del Campeonato de Europa de Rally. Se celebró del 25 al 27 de agosto y contó con un itinerario de quince tramos sobre asfalto que sumaban un total de 205,57 km cronometrados.
El ganador de la prueba fue el local Jan Kopecký que volvió a convertirse en profeta en su tierra al ganar por tercera vez consecutiva y séptima total en esta prueba. Estuvo acompañado en el podio por el ruso Alexey Lukyanuk y por su compatriota Roman Kresta.

## Itinerario
| Día                     | Tramo | Nombre      | Distancia | Ganador de la etapa | Automóvil      | Tiempo  | Líder de la general |
| ----------------------- | ----- | ----------- | --------- | ------------------- | -------------- | ------- | ------------------- |
| Día 1 (25 de agosto)    | SS1   | SSS Zlín    | 9.51 km   | Jan Kopecký         | Škoda Fabia R5 | 7:03.0  | Jan Kopecký         |
| Día 2 (26 de agosto)    | SS2   | Biskupice 1 | 8.85 km   | Jan Kopecký         | Škoda Fabia R5 | 4:42.7  | Jan Kopecký         |
| Día 2 (26 de agosto)    | SS3   | Semetín 1   | 11.55 km  | Alexey Lukyanuk     | Ford Fiesta R5 | 6:14.1  | Alexey Lukyanuk     |
| Día 2 (26 de agosto)    | SS4   | Troják 1    | 22.87 km  | Jan Kopecký         | Škoda Fabia R5 | 12:35.0 | Jan Kopecký         |
| Día 2 (26 de agosto)    | SS5   | Březová 1   | 7.20 km   | Alexey Lukyanuk     | Ford Fiesta R5 | 5:00.2  | Jan Kopecký         |
| Día 2 (26 de agosto)    | SS6   | Biskupice 2 | 8.85 km   | Jan Kopecký         | Škoda Fabia R5 | 4:42.5  | Jan Kopecký         |
| Día 2 (26 de agosto)    | SS7   | Semetín 2   | 11.55 km  | Jan Kopecký         | Škoda Fabia R5 | 6:13.1  | Jan Kopecký         |
| Día 2 (26 de agosto)    | SS8   | Troják 2    | 22.87 km  | Jan Kopecký         | Škoda Fabia R5 | 12:28.6 | Jan Kopecký         |
| Día 2 (26 de agosto)    | SS9   | Březová 2   | 7.20 km   | Alexey Lukyanuk     | Ford Fiesta R5 | 5:00.6  | Jan Kopecký         |
| Día 3 (27 de agosto)    | SS10  | Maják 1     | 8.15 km   | Jan Kopecký         | Škoda Fabia R5 | 5:31.3  | Jan Kopecký         |
| Día 3 (27 de agosto)    | SS11  | Pindula 1   | 17.32 km  | Jan Kopecký         | Škoda Fabia R5 | 9:00.9  | Jan Kopecký         |
| Día 3 (27 de agosto)    | SS12  | Košíky 1    | 22.09 km  | Jan Kopecký         | Škoda Fabia R5 | 11:32.3 | Jan Kopecký         |
| Día 3 (27 de agosto)    | SS13  | Maják 2     | 8.15 km   | Jan Kopecký         | Škoda Fabia R5 | 5:30.0  | Jan Kopecký         |
| Día 3 (27 de agosto)    | SS14  | Pindula 2   | 17.32 km  | Jan Kopecký         | Škoda Fabia R5 | 8:55.1  | Jan Kopecký         |
| Día 3 (27 de agosto)    | SS15  | Košíky 2    | 22.09 km  | Roman Kresta        | Škoda Fabia R5 | 11:27.4 | Jan Kopecký         |
| Fuente:ewrc-results.com |       |             |           |                     |                |         |                     |

## Clasificación final
| Pos.                     | Piloto               | Copiloto           | Automóvil      | Equipo                                | Tiempo    | Puntos |
| ------------------------ | -------------------- | ------------------ | -------------- | ------------------------------------- | --------- | ------ |
| 1                        | Jan Kopecký          | Pavel Dresler      | Škoda Fabia R5 | Škoda Motorsport                      | 1:56:15.2 | 25+14  |
| 2                        | Alexey Lukyanuk      | Alexey Arnautov    | Ford Fiesta R5 | Russian Performance Motorsport        | +55.5     | 18+9   |
| 3                        | Roman Kresta         | Petr Starý         | Škoda Fabia R5 | Mogul Racing Team                     | +1:22.8   | 15+9   |
| 4                        | Tomáš Kostka         | Ladislav Kučera    | Škoda Fabia R5 | BRR Baumschlager Rallye & Racing Team | +1:25.8   | 12+7   |
| 5                        | Kajetan Kajetanowicz | Jarosław Baran     | Ford Fiesta R5 | Lotos Rally Team                      | +2:06.4   | 10+2   |
| 6                        | Marijan Griebel      | Stefan Kopczyk     | Škoda Fabia R5 | Marijan Griebel                       | +2:08.3   | 8+4    |
| 7                        | Martin Koči          | Filip Schovánek    | Škoda Fabia R5 | Rallytechnology                       | +2:31.4   | 6+1    |
| 8                        | Pavel Valoušek Jr    | Veronika Havelková | Škoda Fabia R5 | Icari Rally Team                      | +2:51.6   | 4      |
| 9                        | Bruno Magalhães      | Hugo Magalhães     | Škoda Fabia R5 | Bruno Magalhães                       | +3:24.5   | 2      |
| 10                       | Bryan Bouffier       | Xavier Panseri     | Ford Fiesta R5 | Gemini Clinic Rally Team              | +3:30.8   | 1+3    |
| Fuente: ewrc-results.com |                      |                    |                |                                       |           |        |